# ニック・デイヴィス (視覚効果スーパーバイザー)
ニック・デイヴィス（Nick Davis）は、イギリスの視覚効果スーパーバイザーである。アカデミー賞視覚効果賞に2度ノミネートされている。

## 生い立ちとキャリア
イギリスで医者の息子に生まれる。
1989年にアメリカ合衆国のロサンゼルスに移ってイントロヴィジョン社に入ったことで映画界でのキャリアが始まり、『沈黙の戦艦』、『逃亡者』、『フィアレス』、『エルム街の悪夢 ザ・リアルナイトメア』などに参加する。その後は低予算映画で脚本や助監督を務めるも視覚効果の仕事に復帰し、『バットマン フォーエヴァー』や『チェーン・リアクション』を手がける。
1996年にはイギリスに戻り、『アベンジャーズ』（1998年）や『エントラップメント』（1999年）を手がけ、さらにその後は『ハリー・ポッターと賢者の石』、『トロイ』、『チャーリーとチョコレート工場』といった国際的な作品に参加している。

## 主なフィルモグラフィ
- バットマン フォーエヴァー Batman Forever (1995)
- ハリー・ポッターと賢者の石 Harry Potter and the Philosopher's Stone (2001)
- ハリー・ポッターと秘密の部屋 Harry Potter and the Chamber of Secrets (2002)
- トロイ Troy (2004)
- チャーリーとチョコレート工場 Charlie and the Chocolate Factory (2005)
- ダークナイト The Dark Knight (2008)
- タイタンの戦い Clash of the Titans (2010)
- タイタンの逆襲 Wrath of the Titans (2012)
- オール・ユー・ニード・イズ・キル Edge of Tomorrow (2014)
- キング・アーサー King Arthur: Legend of the Sword (2017)
- ゴリラのアイヴァン The One and Only Ivan (2020)

## 受賞とノミネート
| 賞               | 年   | 部門           | 作品名                       | 結果       |
| ---------------- | ---- | -------------- | ---------------------------- | ---------- |
| アカデミー賞     | 2008 | 視覚効果賞     | ダークナイト                 | ノミネート |
| アカデミー賞     | 2020 | 視覚効果賞     | ゴリラのアイヴァン           | ノミネート |
| 英国アカデミー賞 | 2001 | 特殊視覚効果賞 | ハリー・ポッターと賢者の石   | ノミネート |
| 英国アカデミー賞 | 2002 | 特殊視覚効果賞 | ハリー・ポッターと秘密の部屋 | ノミネート |
| 英国アカデミー賞 | 2005 | 特殊視覚効果賞 | チャーリーとチョコレート工場 | ノミネート |
| 英国アカデミー賞 | 2008 | 特殊視覚効果賞 | ダークナイト                 | ノミネート |
| 英国アカデミー賞 | 2020 | 特殊視覚効果賞 | ゴリラのアイヴァン           | ノミネート |